# Mistrzostwa Azji w Biegach Przełajowych 2001
6. Mistrzostwa Azji w Biegach Przełajowych – zawody lekkoatletyczne w przełajach, które odbyły się w kwietniu 2001 w Katmandu w Nepalu.

## Rezultaty

### Seniorzy
| Konkurencja:     | Złoto           | Wynik   | Srebro           | Wynik   | Brąz                      | Wynik   |
| Bieg mężczyzn    | Jafar Babakhani | 38:17   | Makoto Otsu      | 38:32   | Anuradha Indrajith Cooray | 39:13   |
| Drużyna mężczyzn | Sri Lanka       | 14 pkt. | Indie            | 35 pkt. | Iran                      | 36 pkt. |
| Bieg kobiet      | Yasuyo Iwamoto  | 21:17   | Hisae Yoshimatsu | 21:27   | Rika Nakamura             | 21:53   |
| Drużyna kobiet   | Japonia         | 6 pkt.  | Indie            | 21 pkt. | Sri Lanka                 | 23 pkt. |

### Juniorzy
| Konkurencja:          | Złoto                                                       | Wynik  | Srebro                                                             | Wynik   | Brąz                                                                   | Wynik   |
| Bieg na 8 km mężczyzn | Tomohiro Uemura                                             | 25:45  | Shinichiro Okuda                                                   | 25:59   | Yuya Shiokawa                                                          | 26:06   |
| Drużyna mężczyzn      | Japonia · Tomohiro Uemura · Kazuya Masuyama · Yuya Shiokawa | 6 pkt. | Indie · Muresh Kumar Yadav · Suresh Kumar Yadav · Dharmender Kumar | 21 pkt. | Iran · Davood Salesh · Sadjad Moradi · Hassan Hossienabadi             | 24 pkt. |
| Bieg na 4 km kobiet   | Mika Okunaga                                                | 13:52  | Rina Fujioka                                                       | 14:01   | Yasuko Owatari                                                         | 14:14   |
| Drużyna kobiet        | Japonia · Mika Okunaga · Rina Fujioka · Yasuko Owatari      | 6 pkt. | Indie · B. Nagamani · Preeja Sreedharan · Lakshmaiah Manjula       | 18 pkt. | Nepal · Tika Kumari Chaudhari · Krishnawori Sintakalan · Chhaya Khatri | 30 pkt. |